# Franklin Park (New Jersey)
Pour les articles homonymes, voir Franklin Park.
Franklin Park est une communauté non incorporée et une census-designated place du comté de Somerset, dans l'État du New Jersey, aux États-Unis. En 2020, elle compte une population de 13 430 habitants.